# Roadhouse (album)
Roadhouse è il primo ed unico album realizzato dall'omonimo gruppo musicale hard rock.

## Formazione
- Paul Jackson - voce
- Pete Willis - chitarra
- Richard Day - chitarra
- Wayne Grant - basso
- Trevor Brewis - batteria

## Tracce
1. All Join Hands (Day/Grant/Jackson/Willis) - [4:51]
2. Time (Day/Jackson/Willis) - [5:09]
3. Tower Of Love (Day/Grant/Jackson/Noon) - [3:55]
4. A Little Love (Day/Jackson) - [4:12]
5. Loving You (Day/Jackson) - [4:38]
6. Hell Can Wait (Day/Jackson/McKracken) - [5:03]
7. One Heart (Day/Halliday/Jackson/Willis) - [4:11]
8. New Horizon (Jackson/Willis) - [4:35]
9. Strangers In Your Eyes (Day/Grant/Jackson/Willis) - [4:09]
10. Desperation Calling (Day/Jackson/Willis) - [5:47]